# Bahiria
Bahiria is een geslacht van vlinders uit de familie snuitmotten (Pyralidae). De wetenschappelijke naam van het geslacht is voor het eerst geldig gepubliceerd in 1994 door Boris Ivan Balinsky.
De typesoort is Bahiria latevalvata Balinsky, 1994.

## Soorten
- B. defecta Balinsky, 1994
- B. durbanica Balinsky, 1994
- B. flavicosta Balinsky, 1994
- B. latevalva Balinsky, 1994
- B. latevalvata Balinsky, 1994
- B. macrognatha Balinsky, 1994
- B. maculans Liu & Li, 2014
- B. magna Balinsky, 1994
- B. maytenella 2004
- B. similis Balinsky, 1994
- B. ximenianata Balinsky, 1994